# The Tom and Jerry Show (phim truyền hình 2014)
The Tom and Jerry Show là một bộ phim truyền hình ngắn hoạt hình hài hước của Mỹ do Warner Bros. Animation và Turner Entertainment Co. sản xuất và hoạt hình bởi Renegade Animation. Nó dựa trên các nhân vật Tom và Jerry và loạt phim hoạt hình chiếu rạp do William Hanna và Joseph Barbera tạo ra. Bộ phim được công chiếu lần đầu tiên tại Canada trên Teletoon vào ngày 1 tháng 3 năm 2014 và bắt đầu phát sóng trên Cartoon Network ở Hoa Kỳ vào ngày 9 tháng 4 năm 2014, nhưng cũng được phát sóng trên Boomerang ở Hoa Kỳ.
Bắt đầu từ năm 2017, loạt phim chuyển sang Boomerang ở Hoa Kỳ. Phần thứ tư được phát hành vào ngày 1 tháng 2 năm 2021, trên Boomerang SVOD và trên ứng dụng Cartoon Network. Phần thứ năm và cũng là phần cuối cùng đã được phát hành trên ứng dụng Cartoon Network, cũng vào ngày 1 tháng 2 và ngày 2 tháng 2, nhưng phần này đã bị loại bỏ hoàn toàn khỏi ứng dụng và chưa được thêm lại. Phần thứ năm cũng được phát sóng trên Boomerang vào ngày 15 tháng 2 năm 2021.
Tiếp theo chương trình là loạt phim HBO Max có tên Tom và Jerry Special Shorts, do cùng một nhóm làm phim hoạt hình Looney Tunes Cartoons và lấy cảm hứng từ những bộ phim ngắn cổ điển. Một loạt phim khác, Tom and Jerry in New York, cũng được phát hành trên HBO Max vào ngày 1 tháng 7 năm 2021, được thực hiện bởi cùng một nhóm sản xuất với The Tom and Jerry Show.
Vào ngày 7 tháng 3 năm 2017, thông báo rằng các tập chưa phát hành sẽ được phát hành trên dịch vụ SVOD của Boomerang.

## Cảnh quay
Bộ phim theo sau trò hề của Tom khi theo đuổi Jerry. Tuy nhiên, trong suốt mùa đầu tiên, các tập phim theo một trong bốn kịch bản khác nhau, bao gồm:
1. Tom và Jerry theo kiểu truyền thống. (Kịch bản này đang được sử dụng cho mùa thứ hai.)
2. Tom và Jerry là vật nuôi cho hai phù thủy tên là Beatie và Hildie.
3. Tom và Jerry làm việc cùng nhau bằng cách điều hành một tiệm thám tử được gọi là "The Cat and Mouse Detectives" ở Tocauville, kèm thêm với người kể chuyện.
4. Jerry sống trong một phòng thí nghiệm riêng tư của Dr. Bigby với một người bạn chuột tên là Napoleon, và Tom là một con mèo hẻm.

## Nhân vật

### Chính
- Tom - Một con mèo màu xanh luôn theo đuổi Jerry.
- Jerry - Một con chuột màu nâu luôn chạy khỏi Tom.
- Spike - Một con chó bulldog có cơ bắp đập Tom bất cứ khi nào anh ta gây ra vấn đề hoặc đuổi theo Jerry.
- Tyke - Một con chó con bulldog và con trai của Spike.
- Rick và Ginger - Chủ nhà của Tom và Jerry.
- Butch - Một con mèo hẻm đen sống trên đường phố là đồng minh / kẻ thù của cả Tom và Jerry.
- Little Quacker - Một con vịt màu vàng, người bạn thân nhất của Jerry.
- Tuffy - Một chú chuột con màu xám đeo một cái tã và là cháu của Jerry.

### Phụ
- Hildie và Beatie - Hai phù thủy sống cùng Tom và Jerry trong một ngôi nhà bị ma ám.
- Newt - Một con thằn lằn màu cam có miếng dán mắt. Anh cũng sống trong nhà của phù thủy.
- Napoleon - Một con chuột màu xám và là bạn của Jerry. Anh sống trong phòng thí nghiệm khoa học của Tiến sĩ Bigby.
- Hamster - Một con chuột bạch thông minh cũng sống trong phòng thí nghiệm của Tiến sĩ Bigby.
- Tiến sĩ Bigby - Một nhà khoa học làm việc trong một phòng thí nghiệm khoa học.
- Người dẫn truyện - Người nói chuyện kể về tất cả các câu chuyện thám tử Tom và Jerry.
- Toodles - Một chú mèo nữ vàng thông minh và rất dễ thương với một cái nơ màu xanh trên đầu. Cô ấy là bạn gái của Tom.